# Ivan Smirnov
Ivan Nikitich Smirnov - Ivan N. Smirnov ou Ivan Smirnov - revolucionário bolchevique e líder militar russo. 
Quando jovem, filho de camponeses, é ferroviário. Encontra-se com estudantes que lhe passam material marxista e organiza ao redor destes textos um círculo de estudos formado por uns quinze operários de sua fábrica. Também é nesta atividade onde é recrutado para o partido, aos 18 anos. É denunciado e preso pronto, e passa dois anos na prisão e nove meses no exílio. O partido lhe envia então a trabalhar em Vichny Volotchek aonde vai a uma fábrica de 10.000 operários e nenhum contacto. Converte-se em revolucionário profissional e regressa a prisão, desta vez por dois anos.
Com a I Grande Guerra, Smirnov é movilizado ao Exército em 1915, onde consegue construir uma organização bolchevique clandestina ao redor de 400 homens, todos militares. Desconhecido militante, se converteu em um dos dirigentes mais prestigiosos.
De Tomsk, é convocado a Moscou onde muitos dirigentes o conhecem, de Tomsk ou de Narym, e é a feito ao "trabalho militar", no CMR (Comitê Militar Revolucionário) do V Exército do Exército Vermelho aonde joga um rol decisivo na batalha de Kazan, ante Sviajsk. Membro durante um ano do CMR da República, regressa a clandestinidade ao ano seguinte na Sibéria, logo, com a derrota de Kolchak, e se converte em presidente do comitê revolucionário da Sibéria, que sovietiza. Ganha o apelido de "Lenin da Sibéria".
Em 1921-23 foi membro do Comitê Executivo do Partido Comunista e entre 1921 e 23 foi membro do Conselho Superior da Economia Nacional (CSEN, em russo VSNKh ou Vesenkha). Em 1923 é Comissário do Povo de Correios e Telégrafos. 
Em 1923 adere ao movimento oposicionista liderado por Trotski, com quem era próximo deste a Guerra Civil, quando dirigiram as batalhas do V Exército do Exército Vermelho. É um dos subscreveram a declaração de protesto escrita por Preobrajensky contra a burocratização do Partido e do Estado na URSS, a Declaração dos 46 e a Declaração dos 83. Apóia Trotski e Preobrajenski e participa da organização da Oposição de Esquerda em 1923-4 e posteriormente do novo movimento oposicionista, a Oposição Unificada de 1926. Por sua penetração junto aos militares leva-os aderirem em massa a Oposição, o que obriga Stálin a cassar o direito ao voto das células militares. 
Desenvolve o conceito teórico de Acumulação socialista primitiva que posteriormente é aperfeiçoado por Preobrajenski (exposto no livro A Nova Econômica, de 1926).
Em 1927 quando a Oposição Unificada é perseguida e o grupo zinovievista capitula, segue na luta junto com o grupo trotskista da oposição até ser preso, expulso do Partido e exilado na Sibéria por Stálin.
Durante a década de 1930 organiza um braço clandestino da Oposição de Esquerda Internacional dentro da URSS, que o próprio Trótski declara considerar ser a maior seção nacional do movimento trotskista. Essa organização Trotskista fazia parte de um bloco com diversos opositores de Stalin. Nessa organização participam importantes trotskistas não-exilados como Preobrajenski. Em 1934, dentro do clima do Grande Expurgo (1933-1938) é arrolado pela NKVD junto de Kamenev e Zinoviev e outras 33 pessoas pela acusação de organizar com Tróstki (que estava exilado) um plano conspiratório para assassinar Stálin e outras lideranças do partido.
Em 1936 Smirnov é acusado de organizar um centro trotskista conspiratório subversivo, desmantelado e cujos membros são presos e fuzilados. Smirnov por fim fuzilado em 1937.